# 天主教莫希教區
天主教莫希教區（拉丁語：Dioecesis Moshiensis）是坦桑尼亞一個羅馬天主教教區，屬阿魯沙總教區。
1910年9月13日設立宗座代牧區，1953年3月25日升為教區。
教區位於乞力馬扎羅區北部，2004年時有575,249名教友（佔轄區總人口65.3%）、五十二個堂區、179名司鐸。現任教區主教為盧多維克·若瑟·明德。